# Rubidium
Rubidium is een scheikundig element met symbool Rb en atoomnummer 37. Het is een zilverwit alkalimetaal.

## Ontdekking
Rubidium is in 1861 ontdekt door de Duitse wetenschappers Robert Bunsen en Gustav Kirchhoff tijdens het bestuderen van het mineraal lepidoliet met behulp van een spectroscoop.
Vóór ongeveer 1920 werd het element voornamelijk gebruikt voor onderzoek, later kwamen er ook industriële toepassingen.
De naam rubidium is afkomstig van het Latijnse rubidus, dat diepste rood betekent, vanwege de twee karakteristieke heldere rode spectraallijnen.

## Toepassingen
Rubidium is erg elektropositief en kan dus makkelijk geïoniseerd worden. Dit is vrijwel de enige eigenschap waarom dit element op industrieel niveau wordt toegepast. Hoewel cesium en xenon er geschikter voor zijn, kan rubidium ook worden toegepast als aandrijfmiddel in ionenmotoren. Andere toepassingen zijn:
- als gasbinder in vacuümbuizen,[1] waar het achtergebleven gasdeeltjes aan zich bindt.
- in atoomklokken.
- als component in fotocellen.[1]
- rubidiumzilverjodide (RbAg4I5) heeft een hoge geleidbaarheid bij kamertemperatuur en kan worden gebruikt in ultraplatte batterijen.
- als gevolg van het magnetohydrodynamisch principe kan rubidium worden toegepast als thermo-elektrische stroombron.

## Opmerkelijke eigenschappen
Met een smeltpunt van 39 °C kan (verontreinigd) rubidium soms bij kamertemperatuur al vloeibaar worden. Net als alle andere alkalimetalen is rubidium erg reactief en ontbrandt het spontaan bij aanraking met lucht en water, waarbij rubidiumhydroxide wordt gevormd. In de vorm van rubidiumzilverjodide heeft het van alle bekende ionische kristallen de grootste geleidbaarheid bij kamertemperatuur; bij 20 °C is deze vergelijkbaar met die van verdund zwavelzuur.

## Verschijning
Rubidium komt in ruime mate voor in de aardkorst. Op de ranglijst van meest voorkomende elementen staat het op de 16de plaats. Doordat het zeer verspreid voorkomt is het lastig te delven. Van nature komt rubidiumoxide in sporen (tot 1%) voor in de mineralen leuciet, polluciet, carnalliet en zinnwaldiet. In lepidoliet wordt het aangetroffen in hoeveelheden tot 1,5%, dit is commercieel gezien de belangrijkste bron. Soms wordt rubidium aangetroffen in mineralen die hoofdzakelijk uit andere alkalimetalen bestaan. In die gevallen wordt rubidium als bijproduct gewonnen.

## Isotopen
| Stabielste isotopen | Stabielste isotopen | Stabielste isotopen      | Stabielste isotopen      | Stabielste isotopen      | Stabielste isotopen      |
| Iso                 | RA (%)              | Halveringstijd           | VV                       | VE (MeV)                 | VP                       |
| ------------------- | ------------------- | ------------------------ | ------------------------ | ------------------------ | ------------------------ |
| 83Rb                | {syn}               | 86,2 d                   | EV                       | 0,910                    | 83Kr                     |
| 84Rb                | {syn}               | 32,77 d                  | β+ β−                    | 2,681 0,894              | 84Kr 84Sr                |
| 85Rb                | 72,165              | stabiel met 48 neutronen | stabiel met 48 neutronen | stabiel met 48 neutronen | stabiel met 48 neutronen |
| 86Rb                | {syn}               | 18,631 d                 | β−                       | 1,775                    | 86Sr                     |
| 87Rb                | 27,835              | 4,75·1010 j              | β−                       | 0,283                    | 87Sr                     |

Er is een groot aantal isotopen van rubidium bekend. Naast het enige stabiele isotoop rubidium-85 (72%) komt alleen het radioactieve isotoop rubidium-87 (28%) van nature op aarde voor. Uit de verhouding strontium-87/rubidium-87 kunnen geologen opmaken wat de leeftijd van een steen is.

## Toxicologie en veiligheid
Rubidium reageert heftig met lucht en water en veroorzaakt daarbij brand. Daarom moet dit metaal in olie worden bewaard.